# Interiör (pjäs)
Interiör (franska: Intérieur) är en teaterpjäs i en akt, skriven 1894 av den belgiske symbolistiske författaren Maurice Maeterlinck. Den hade premiär på Théâtre de l'Œuvre i Paris den 15 mars 1895. Pjäsen finns översatt till svenska av August Lundin.

## Handling
Interiör utspelar sig i en trädgård framför ett bostadshus, där två gestalter, Gubben och Främlingen, talar med varandra om händelserna i huset, där det bor en familj med två tonårsdöttrar och ett spädbarn. Samtliga familjens roller är stumma, och de syns bara genom fönstren till huset. En av familjens döttrar har hittats drunknad i floden nära huset, men familjen känner ännu inte till detta, och Gubben och Främlingen diskuterar hur man ska komma med nyheten. Ett tåg med bönder kommer under pjäsens gång allt närmare huset, bärande på den döda dottern. Bönderna flockas av sensationslystnad runt fönstren medan Gubben går in och berättar för familjen att dottern är död.

## Rollpersoner
I trädgården:
- Gubben
- Främlingen
- Martha och Maria, Gubbens barnbarn
- En bonde
- Folkmassan

Inne i huset (stumma roller)
- Fadern
- Modern
- De bägge döttrarna
- Barnet

## Analys
I förordet till antologin I en akt påpekar litteraturvetaren Ingvar Holm att titeln Interiör är tvetydig; inte bara följer åskådaren händelserna i huset utifrån trädgården, utan pjäsens intrig flyttas även under pjäsens gång från det yttre handlingsplanet till ett inre, själsligt plan. Pjäsens uppbyggnad med betraktare som ser in och kommenterar stumma människor i ett hus påminner om inledningen till August Strindbergs Spöksonaten och scenerna utanför huset i samme författares Oväder, och att pjäsen har påverkat Strindberg är inte uteslutet.
Johan Lundberg drar paralleller mellan pjäsens bondetåg och de demonstrationståg som vid pjäsens tillkomst skakade det europeiska samhället. Den stumma, instängda familjen i huset kan enligt Lundberg ses som en bild för hur det konservativa borgerskapet hanterade de yttre hoten från tidigare marginaliserade grupper, medan bondetågets sensationslystnad kan ses som en bild för den masskultur som växte sig stark under 1800-talet. I dag kan familjen som blottas för allas ögon enligt Lundberg i stället kopplas till fenomen som dokusåpor och bloggar.